# 罗曼·孔特谢克
罗曼·孔特谢克（1970年6月11日—），斯洛伐克男子冰球运动员。他曾代表斯洛伐克参加1994年和1998年冬季奥林匹克运动会冰球比赛，分别获得第六名和第十名。